# Schirnding (Adelsgeschlecht)

Das Stammwappen der Schirndinger

Die Schirnding, auch Schirntinger und Schirndinger von Schirnding genannt, sind ein altes fränkisches Adelsgeschlecht mit dem gleichnamigen Stammhaus Schirnding im Landkreis Wunsiedel im Fichtelgebirge.

## Geschichte

### Der namensgebende Sitz Schirnding
1361 ließen sich Heinrich und Friedrich die Schirndinger vom Egerer Burgpfleger Bohuslav von Schwanberg eine Ahnenprobe bestätigen. In der Urkunde heißt es von Hans Schirntinger, dem Sohn Friedrich Schirntingers, dass seine Mutter eine geborene Hertenberg, seine Großmutter eine Neipperg und seine Urgroßmutter eine Rab gewesen sei und dass die beiden darüber hinaus „bei 200 Jahre alt“ gewesene Urkunden vorgelegt hätten, worin die Schirntinger als „Ritter und Knechte“ bezeichnet worden seien. (Statni okresni archiv Cheb U 85)
Die erste urkundliche Erwähnung des namengebenden Stammsitzes Schirnding im Jahr 1317 bezieht sich auf eine im Schlossarchiv Röthenbach befindliche Urkundenabschrift aus dem 18. Jahrhundert. Ihr Entdecker, der Arzberger Chronist Matthias Simon, hält sie genealogisch für fragwürdig und vermutet, dass die frühe Datierung auf einen Lesefehler des Kopisten zurückzuführen ist, und das verschollene Originaldokument im Jahr 1370 datiert war. Fest steht, dass sich die Familie von Schirnding erstmals 1327 in Egerer Quellen feststellen lässt. Eine weitere Tatsache ist der Umstand, dass sich der namengebende Stammsitz der Familie im späten Mittelalter unter der Lehensherrschaft der Notthafft befand; das älteste Notthafftsche Lehenbuch erwähnte um 1360: „Schyrnting daz Dorf gar haben die Schyrntinger …“ Doch schon im 15. Jahrhundert veräußerten die Schirndinger ihren dortigen Rittersitz in bürgerliche Hände.

### Röthenbach
Auch das bei Arzberg gelegene Dorf Röthenbach hatten die Schirndinger um 1360 von den Notthafften zu Lehen erhalten. Der nach 1376 verstorbene Friedrich Schirntinger erschien als „zu Röthenbach gesessen“; 1389 verkauften Franz und Erhart Schirntinger den von ihrem Vater Andreas ererbten Anteil am gemauerten Sitz zu Röthenbach an ihren Vetter Hans, den Sohn des genannten Friedrich Schirntinger. Nachdem im Bayerischen Krieg 1420 Truppen des Herzogs Ludwig VII. von Bayern-Ingolstadt in die fränkischen Hohenzollernterritorien eingefallen waren, überbrachten Hans Schirntinger zu Schlottenhof, Martin Schirntinger zu Schirnding und Hans Schirntinger von Röthenbach die Kriegserklärung des Burggrafen  Johann III. von Nürnberg an den Bayernherzog. 1482 erhielten die Schirndinger von Kaiser Friedrich III. die Hohe Gerichtsbarkeit über Röthenbach und Bergnersreuth, weswegen sie mit den Markgrafen von Brandenburg als Landesherren in Streit kamen. Dieser endete damit, dass sich Johann Georg von Schirnding unterwarf und die landesherrliche Obrigkeit der Markgrafen anerkannte. Das Schloss Röthenbach entstand im Wesentlichen in den Jahren 1559 bis 1561. Eine Bauinschrift über dem Portal am Treppenturm weist Jobst Heinrich von Schirnding, der mit Dorothea von Waldenfels verheiratet war, als Bauherrn aus. Das einst von einem Graben umgebene Schloss hat einen hakenförmigen Grundriss. Der Hof öffnet sich nach Süden, die Außenecke des Schlosses weist nach Norden. Der nordwestliche Flügel ist kürzer als der nordöstliche. Beide sind zweigeschossig. An den gegen den Hof schauenden Ecken des Obergeschosses befindet sich je ein Erker auf Kragsteinen. Ihre Treppengiebel und jene der Schmalseiten des Schlosses sind Zutaten der Romantik, wohl bald nach Mitte des 19. Jahrhunderts. 1698 bestand Röthenbach aus 23 Häusern, darunter ein Wirtshaus und eine Schäferei. Der letzte Schirndinger auf Röthenbach war Georg Friedrich Christian (* 1794; † 1819). Durch die Heirat seiner Schwester Charlotte mit Ernst Freiherr von Waldenfels kam Röthenbach 1827 an diese Familie.

### Besitz in Fockenfeld und Höflas bei Konnersreuth
Das Geschlecht erschien mit Hans von Schirnting (auch: Schirmbting) zu Fockenfeld und Höflas, beides bei Konnersreuth, im Jahr 1358 erstmals urkundlich. Mit ihm begann die direkte Stammreihe.

### Schlottenhof
1387 verpfändete das Kloster Waldsassen das Dorf Schlottenhof an Eckhart von Schirnding. Neben Röthenbach wurde Schlottenhof in der Folge zu einem Hauptsitz der Familie. Mit Wolf Endres von Schirnding starb 1586 der Schlottenhofer Familienzweig aus; das Gut gelangte 1615 als markgräflich-brandenburgisches Lehen an Georg Wolf von Brand auf Seeberg (bei Eger).

### Röslau
Balthasar von Reitzenstein verkaufte 1488 den „Sitz zu Oberrößla“ (Röslau) samt dem Dorf, das Dorf Dürnberg und das Dorf Bödlas an Wilhelm von Schirnding auf Röthenbach. Nach dem Dreißigjährigen Krieg erwarb Markgraf Christian zu Brandenburg-Kulmbach das Gut Oberröslau und tauschte es mit Lichtenberg und Thierbach der Herren von Waldenfels.

### Brambach
Wilhelm von Schirnding, der 1488 den Sitz in Oberröslau erwarb, wird des Öfteren auch als Besitzer von Brambach genannt. Dies erscheint jedoch zweifelhaft, denn der Ort kann bis in das 16. Jahrhundert hinein im Besitz der Herren von Zedtwitz nachgewiesen werden. Erst 1535 verlieh Kurfürst Johann Friedrich von Sachsen „den Hof zu Brambach und die Dörfer Ober- und Unterbrambach“ zusammen mit weiteren Gütern an Moritz von Schirnding. Schon seit etwa 1720 war das Rittergut Brambach verpachtet; die Gutsherrschaft bewohnte das Schloss in Oberröslau. Dennoch blieb Brambach bis 1812 in den Händen der Herren von Schirnding.

### Reichsritterschaft, Amt Hohenberg und weitere Verbreitung in Franken
Die Familie gehörte der fränkischen Reichsritterschaft im Ritterkanton Gebürg an.
Im Gothaischen genealogischen Taschenbuch der Freiherrlichen Häuser Jg. 62/1912 heißt es:
„Unter den 1327 ub Eger urkundlich erscheinenden Schirntingen Heinrich, Kunrad, Merbod und Friederich dürften die Väter der Stifter der 4 Hauptlinien I. Schirnding, II. Schlottenhof, III. Röthenbach, IV. Kalmreuth zu suchen sein. Die I. und IV. Hauptlinie erloschen um 1700 und II. Schlottenhof um 1600, der Besitz Schlottenhof fällt an die Hauptlinie III. Röthenbach, der alle jetzt lebenden Schirndinger angehören.“
Von den Burggrafen von Nürnberg wurde ein von Schirnding als Amtmann von Hohenberg eingesetzt.
Weitere Ortschaften in Franken waren: Burg (1487) und Schloss (1770) Neuhaus an der Eger und Seußen bei Arzberg

### Die Böhmische Linie
Im Gothaischen genealogischen Taschenbuch der Freiherrlichen Häuser heißt es 1848:

„Die jetzt lebenden Grafen und Freiherrn von Schirnding beginnen ihre ältesten Ahnenproben mit einem Albert Schirndinger von Schirnding, der nach einer langen Reihe seiner Vorvorderen Schönwald (eine Herrschaft im Pilsner Kreis) besaß, mit Anna Eva von Aufseß verehelicht war und 1529 gestorben ist. Seines Sohnes Sigmund Schirndinger auf Schönwald und seiner Ehefrau, Anna Catharina Laminger von Albenreuth, Ur-Enkel Johann Joachim auf Schönwald und Neuzedlischt, hat letztere Herrschaft von seiner Mutter, Anna Salome Kselwine von Sachsengrün, welche sich nach seines Vaters, Johann Joachim von Schirnding, frühzeitigem Tode wieder mit Johann Wilhelm Tucher von Schoberau, verehelicht hatte, geerbt. Er hinterließ aus seiner Ehe mit Anna Maria Thoß von Erlbach unter mehreren Kindern die beiden Söhne Johann Friedrich und Johann Leopold. Dieser letztere besaß in Böhmen die Güter Chotiemirz, Bilizwa, Stanetitz, Vogelsang und Nahositz, starb 1724 und hinterließ von Anna Ludmilla Wiederßperger von Wiedersperg, eine 1793 in den Grafenstand erhobene noch blühende Descendenz, welche im Taschenbuch der gräflichen Häuser nachzusehen ist. Von Johann Friedrich Frhrn. von Schirnding auf Schönwald und Pawlowitz und seiner Gemahlin Maria Catharina Hora von Oczelowiz entsproß durch seinen Sohn Joachim die noch blühende freiherrliche Linie zu Schönwald.“

Weitere Ortschaften in Tschechien: Velká Hleďsebe (früher Großsichdichfür), Chodský Újezd (Heiligenkreuz) und Drmoul (früher Dürrmaul) bei Marienbad (um 1600) und Bdeněves (Wenussen)

### Adelserhebungen
- Die Aufnahme in den böhmischen Herrenstand erfolgte in Wien in den Jahren 1746 und 1793, in den böhmischen Freiherrenstand in den Jahren 1717 und 1737, jeweils für mehrere Familienmitglieder.
- Die Eintragung in die Adelsklasse im Königreich Bayern wurde in den Jahren 1813 und 1828, in die bayerische Freiherrnklasse in den Jahren 1863, 1864, 1871 und 1918 vorgenommen, ebenfalls jeweils für mehrere Personen.
- Die preußische Anerkennung des Freiherrnstandes folgte am 20. Dezember 1887 in Berlin für den königlich preußischen Regierungsassessor Carl Freiherr Schirndinger von Schirnding zu Frankenstein in Niederschlesien.

## Wappen
|                                             | Das erste Wappen der Familie von Schirnding |
| Das erste Wappen der Familie von Schirnding | Blasonierung: „In Gold drei waagrecht übereinander liegende gestümmelte schwarze Baumäste.“                                                                          |
| Das erste Wappen der Familie von Schirnding | Die Gemeinde Schirnding trägt auch heute dieses Wappen. Auch das Wappen der ehemaligen Gemeinden Grafenreuth, Röthenbach und Lorenzreuth erinnern an das Geschlecht. |

| | Das gemehrte Wappen der Familie von Schirnding |
| Gemehrtes Wappen der Familie von Schirnding |                                                |
| Das gemehrte Wappen seit etwa 1488 ist gevierteilt: Felder 1 und 4 in Schwarz einwärts-gekehrt ein gekrümmter, zweischwänziger, goldener Löwe mit roter Zunge, Felder 2 und 3 in Gold quer übereinander drei schwarze Brander, jeder mit vier Feuerflammen. Zwei Helme mit schwarz-goldenen Decken, auf dem rechten der Löwe wachsend, auf dem linken pfahlweise die drei Brander. |                                                |

Ein Familienteil besitzt mit Aufnahme in den böhmischen Herrenstand seit 1793 ein in der Helmzier etwas vermehrtes Wappen.

## Persönlichkeiten

### Mittelalter
- Jobst von Schirnding siegte 1462 über die Böhmen am Katharinenberg bei Wunsiedel.

### Neuzeit
- Albert von Schirnding (* 1935): Lyriker, Erzähler, Essayist, Kritiker und Übersetzer (aus dem Griechischen); Herausgeber des Buches Der Ewige Brunnen 2005 mit einer Sammlung deutscher Gedichte aus acht Jahrhunderten.
- Friedrich Wilhelm Rudolf Franz Christian Karl Freiherr Schirndinger von Schirnding: Friedrich Freiherr Schirndinger von Schirnding (1812–1881) war Amtsgerichtsrat und Mitglied des Preußischen Abgeordnetenhauses und Genealoge. Als Initiator der Freiherr von Schirnding'schen Sammlung hat er Auszüge aus Grundbüchern der Rittergüter, besonders aus den Landkreisen Groß Strehlitz und Ratibor, aus Kirchenbüchern, Inschriften auf Denkmälern und anderes Quellenmaterial gesammelt.
- Joachim Graf von Schirnding (1928–2022), Botschafter[4]
- Otto Karl Freiherr Schirndinger von Schirnding (1892–1979), deutscher Adliger und Verwalter
- Wilhelm Carl Siegmund Freiherr Schirndinger von Schirnding (1785–1871), Major des Fuß- und Artillerieregiments der Königlich Sächsischen Armee[5]